# ベイビー・ドライバー
『ベイビー・ドライバー』（原題: Baby Driver）は、2017年にアメリカ合衆国で公開されたアクション映画である。監督はエドガー・ライト、主演はアンセル・エルゴートが務めた。ウォルター・ヒル監督（本作では裁判所の通訳の声で出演）の『ザ・ドライバー』（1978年）にリスペクトを捧げた作品である。
第90回アカデミー賞において3部門（音響編集賞、録音賞、編集賞）でノミネートされたが、受賞はならなかった。

## ストーリー
ある日、青年が車内で音楽にノッている間に3人組の男女が銀行に押し入り、その青年の車で逃走する。青年は華麗なドライビングテクニックを見せ、警察は捕まえることに失敗。彼の名はベイビー。仕事中にお気に入りの音楽を聴くことで、集中力と反射神経は極限まで研ぎ澄まし、凄腕のゲッタウェイ・ドライバーに変貌するのだ。ベイビーは幼少時に遭遇した自動車事故の後遺症で酷い耳鳴りに苦しめられており、仕事以外にも音楽を聴くことで耳鳴りから逃れる暮らしをしていた。彼は過去に暗黒街の大物であったドクの車を盗み、その時に生じた損失の穴埋めのために、代償として仕事をやらされている。
銀行強盗を終え、穴埋めの仕事が終わりに近づいていた頃、ウェイトレスのデボラと運命的な出会いをする。そんな折、ドクから連絡が入り、凶暴なバッツを中心にしたメンバーでの仕事を命じられる。それを何とか成功させると、損失の穴埋めが終了したことがドクから告げられる。これを機に犯罪の世界から足を洗うべく平穏暮らしを始め、デボラとの仲を深めていたベイビーだったが、デボラと行ったレストランでドクと再会する。ベイビーを気に入っているドクは彼を手放す気はなく、デボラとジョゼフの身の危険を匂わせ、合衆国郵便局の襲撃の仕事を命じる。だが、この仕事はあらゆるものを道連れにして暴走し始める。

## キャスト
※括弧内は日本語吹替
- ベイビー / マイルズ - アンセル・エルゴート（下川涼）

「85号線の亡霊」といわれる天才的なドライビングセンスを持つ逃がし屋。子供の頃の事故の後遺症により酷い耳鳴りに苦しめられており、それをかき消すために常に音楽をイヤホンで聞いている。また必要なこと以外は言葉を発しようとしない。録音した他人の声をサンプリングしてオリジナルの曲を作ることが趣味。
- デボラ - リリー・ジェームズ（竹内恵美子）

ウェイトレスとして働く女性。ベイビーと惹かれあっていく。
- ドク - ケヴィン・スペイシー（石塚運昇）

銀行強盗チームを率いる元締め。作戦担当。裏社会の大物。過去の出来事がきっかけでベイビーに半ば強引に仕事をさせている。
- バディ / ジェイソン・ヴァン・ホーン - ジョン・ハム（東地宏樹）

強盗チームの一員。長身で落ち着いたインテリ風の男。
- ダーリン / モニカ・カステロ - エイザ・ゴンザレス（きそひろこ）

銀行強盗チームの一員。バディの恋人で、セクシーなメキシコ人女性。
- バッツ / レオン・ジェファーソン - ジェイミー・フォックス（江藤博樹）

銀行強盗チームの一員。気に入らない人間はすぐに殺害する凶暴な男。
- グリフ - ジョン・バーンサル（坂詰貴之）

銀行強盗チームの一員。粗暴な男。
- “鼻なし”エディ - フリー (堀総士郎)

銀行強盗チームの一員。
- J.D. - ラニー・ジューン（英語版）

銀行強盗チームの一員。アジア系男性。少し抜けている。
- ジョセフ - CJ・ジョーンズ（英語版）

ベイビーの育ての父。愛称はジョー。耳と足が不自由で、手話と車椅子を使っている。
- ベイビーの母 - スカイ・フェレイラ
- ベイビーの父 - ランス・パルマー
- 幼少期のベイビー - ハドソン・ミーク
- レストランの上客 - ビッグ・ボーイ
- レストランの上客 - キラー・マイク（英語版）
- ザ・ブッチャー - ポール・ウィリアムズ
- 看守 - ジョン・スペンサー
- 裁判所の通訳の声 - ウォルター・ヒル
- その他の日本語吹き替え‐吉田丈一郎/藤井隼/相川奈都姫/斉藤こず恵/茂垣周平

## 登場車種
- スバル・インプレッサWRX（2006年型）赤
  - 冒頭6分間のカーチェイスに登場した。撮影では何台か用意され、一部はSTIの高出力エンジンや四輪駆動（4WD）から後輪駆動（FR）に換装されたものもあった。
  - なお、警察を振り切ったあとインプは立駐に乗り捨てられ、用意されていたカローラ(E17x、緑)に乗り換えて去っていった。
- ダッジ・チャレンジャ－ SRTヘルキャット　(2015年型) 赤
- メルセデス・ベンツ・S550　(2014年型) 黒
- シボレー・アバランチ　(2007年型) 黒
- フォード・トーラス（2013年型）シルバー
- サターン・オーラ　(2008年型) 赤
- 三菱・ギャラン（2008年型・北米仕様）紺
- シボレー・ブレイザー（K5・1985年型）
- ダッジ・チャージャーパースートアタランタ警察仕様（2011年型）

## 製作
エドガー・ライトが本作の構想を初めて公にしたのは1994年のことであった。2003年、ミント・ロワイヤルの「Blue Song」のミュージック・ビデオを製作するにあたり、ライトは本作の冒頭部分の構想をそれに反映させた。ビデオが予想外の人気を博したのを見て、ライトは自分のアイデアに自信を持ったのだという。同ビデオは劇中でもジョーとベイビーが観賞しているテレビの映像で一瞬登場している。
2014年7月22日、『アントマン』の監督を降板したライトが『Baby Driver』という新作映画の監督を務めることになったと報じられた。2015年1月13日、アンセル・エルゴートの出演が決まった。エマ・ストーンとマイケル・ダグラスにもオファーが出ていると報じられたが、この2人が本作に出演することはなかった。5月7日、リリー・ジェームズが本作に出演することになったとの報道があった。
2015年9月8日、ジェイミー・フォックスが本作の出演交渉に入ったと報じられた。10月20日、ジョン・ハムの出演が決まった。11月3日、ケヴィン・スペイシーが本作に出演すると報じられた。12月16日、エイザ・ゴンザレスが本作に出演するとの報道があった。2016年2月23日、ジョン・バーンサルの出演が決まった。2017年1月8日、ライトが自身のTwitterに「メリル・ストリープが僕の新作に出演するよ」というツイートを投稿したため、本作にストリープが出演すると勘違いした人が出たが、ライトはそのツイートを削除している。
本作の主要撮影は2016年2月17日にジョージア州アトランタで始まり、同年5月13日に終わった。
タイトルはサイモン&ガーファンクルの「ベイビー・ドライバー」に由来する。

## サウンドトラック
2017年6月23日、30センチュリー・レコーズは本作のサウンドトラックをアメリカ合衆国で発売した。
スカイ・フェレイラの「Easy」、デンジャー・マウスとラン・ザ・ジュエルズとビッグ・ボーイの「Chase Me」、キッド・コアラの「Was He Slow?」は本作オリジナルの楽曲である。
- ジョン・スペンサー・ブルース・エクスプロージョン「Bellbottoms」
- ボブ&アール（英語版）「Harlem Shuffle」
- ジョナサン・リッチマン&ザ・モダン・ラヴァーズ（英語版）「Egyptian Reggae」
- グーギー・レーン（英語版）「Smokey Joe's La La」
- ザ・ビーチ・ボーイズ「Let's Go Away for Awhile」
- カーラ・トーマス「B-A-B-Y」
- カシミア・ステージ・バンド（英語版）「Kashmere」
- デイヴ・ブルーベック「Unsquare Dance」
- ダムド「Neat Neat Neat」
- コモドアーズ「Easy (Single Version)」
- T・レックス「Debora」
- ベック「Debra」
- インクレディブル・ボンゴ・バンド（英語版）「Bongolia」
- デトロイト・エメラルズ（英語版）「Baby Let Me Take You (In My Arms)」
- アレクシス・コーナー「Early in the Morning」
- デヴィッド・マッカラム「The Edge」
- マーサ&ザ・ヴァンデラス「Nowhere to Run」
- ボタン・ダウン・ブラス「Tequila」
- サム&デイヴ「When Something Is Wrong with My Baby」
- ブレンダ・ホロウェイ（英語版）「Every Little Bit Hurts」
- ブラー「Intermission」
- フォーカス「Hocus Pocus (original single version)」
- ゴールデン・イヤリング「Radar Love (1973 single edit)」
- バリー・ホワイト「Never, Never Gonna Give Ya Up」
- ヤングMC「Know How」
- クイーン「Brighton Rock」
- スカイ・フェレイラ「Easy」
- サイモン&ガーファンクル「Baby Driver」
- キッド・コアラ（英語版）「Was He Slow? (credit roll version)」
- デンジャー・マウスfeaturingラン・ザ・ジュエルズandビッグ・ボーイ「Chase Me」

### 楽曲使用をめぐるトラブル
2017年8月、ロラン・フェルドが「Debora」を無許可で使用されたとして、ソニー・ピクチャーズとメディア・ライツ・キャピタル、バンビーノ・フィルムズを著作権法違反で告発した。

## 公開
2015年8月、ソニー・ピクチャーズは本作の全米公開日を2017年3月17日と発表したが、後に8月11日に延期すると発表した。最終的に、本作の全米公開日は2017年6月28日となった。
2017年3月11日、本作はサウス・バイ・サウスウエストでプレミア上映された。

## 興行収入
専門家は本作が公開初週末に1200万ドルから2000万ドルを稼ぎ出すと予想しているが、批評家から絶賛されていることもあって、数字が予想を上回る可能性が十分にあるとされている。2017年6月28日、本作は全米3226館で封切られ、公開初週末に2055万ドルを稼ぎ出し、週末興行収入ランキング初登場2位となった。期待されていた数字の伸びこそ見られなかったが、この数字はエドガー・ライト監督作としては最高の数字である。また、8月第2週には本作の全米興行収入が1億ドルを突破した。これはライト監督にとって初めてのことであった。

## 評価
本作は批評家から絶賛されている。映画批評集積サイトのRotten Tomatoesには107件のレビューがあり、批評家支持率は98%、平均点は10点満点で8.3点となっている。サイト側による批評家の見解の要約は「スタイリッシュで、エキサイティングな作品であり、魅力溢れるサウンドトラックが作品の出来をさらに向上させている。『ベイビー・ドライバー』は映画史に颯爽と現れて駆け抜けていった作品―スリルを犠牲にしなくとも、テンポの早いアクション映画を知的に仕上げることは可能だと証明した作品―である。」となっている。また、Metacriticには44件のレビューがあり、加重平均値は85/100となっている。
第90回アカデミー賞において3部門（音響編集賞、録音賞、編集賞）でノミネートされたが、受賞はならなかった。